# Irenarca
Se llamaba irenarca a un oficial militar que había en el Imperio griego encargado de mantener la paz y la seguridad en las provincias. 
Los romanos tuvieron también irenarcas para cuidar de la tranquilidad del pueblo. Los irenarcas abusaron de tal manera de su autoridad que Teodosio y Honorio se vieron precisados a suprimir estos destinos. 
Como la palabra griega irenarca equivale a príncipe de la concordia y de la paz, como se ve por el código de Justiniano, algunos han aplicado este nombre a Jesucristo.